# Naturalismo em Portugal

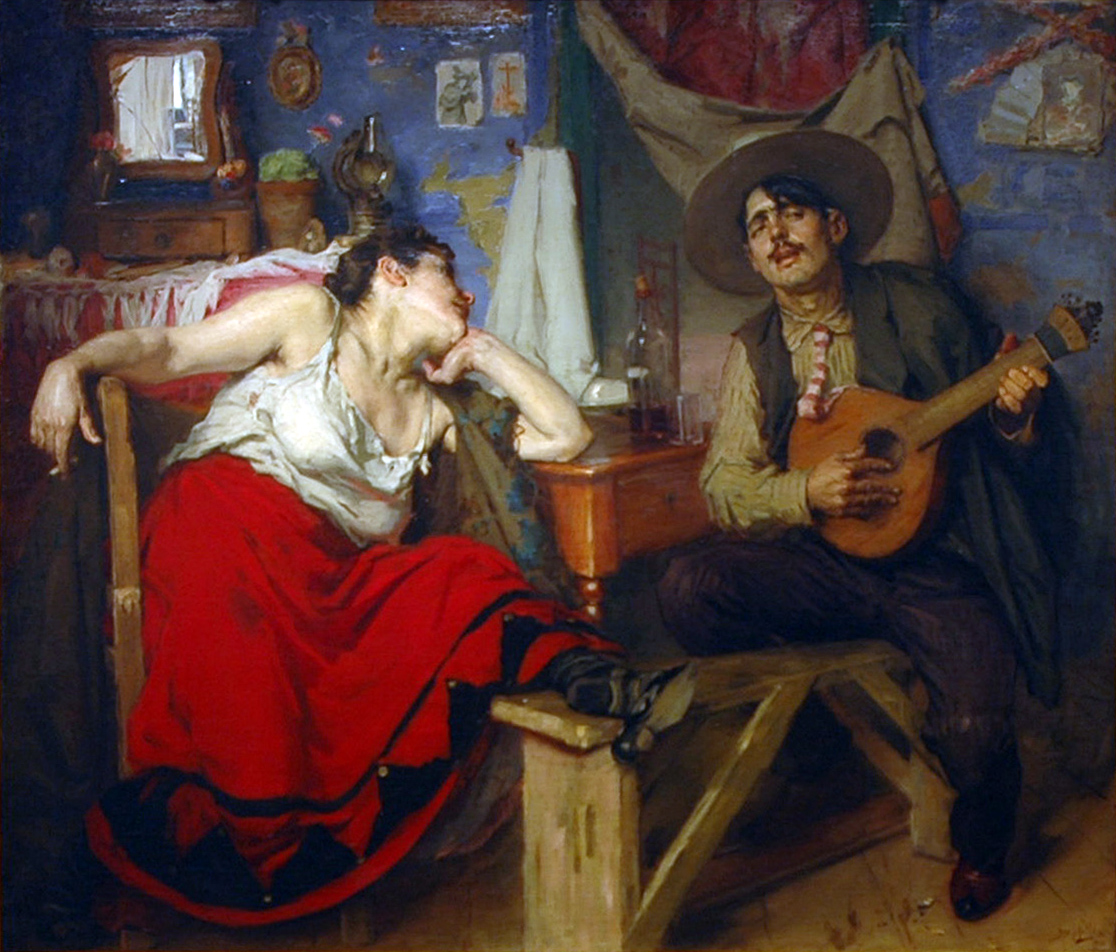
"O Fado" (1910), pintura naturalista de José Malhoa, Museu do Fado

O naturalismo é um movimento surgido em França, na Literatura e artes plásticas, em meados do século XIX. A Pintura baseia-se na representação fiel da natureza, sem recorrer à idealização do Romantismo, captando a “realidade objectiva”, em detrimento da ideia de imaginação ou criatividade dominantes na arte oficial da época.
Foi um movimento pictórico que, associado ao realismo, veio propor uma pintura alternativa ao gosto dominante, abrindo caminho para o futuro impressionismo. Em Portugal surge mais tarde, mas em compensação e apesar de partir dos modelos franceses, desenvolve-se de modo original, tanto ao nível da pintura como da escultura, colocando-se entre as principais “escolas” naturalistas mundiais.

## Situação internacional
Considera-se o ponto de viragem da arte no século XIX quando um grupo de pintores descontentes com a arte oficial – o Romantismo – se refugia na aldeia de Barbizon, em plena floresta de Fontainebleau, a cerca de 30 km de Paris, para pintar motivos fieis à natureza. O grupo, denominado convencionalmente por Escola de Barbizon, foi uma verdadeira quebra com as convenções pictóricas da época. Pela primeira vez nega-se a idealização e a quase obrigatoriedade de melhorar os modelos representados. O enquadramento torna-se secundário, pintando-se exclusivamente o que se vê, sem preocupações de ordem estética como na paisagem romântica.
A Escola de Barbizon acaba por dar origem ao naturalismo e, mais ou menos em simultâneo, ao Realismo. Este com clara intenção critica, tentou intervir a todos os níveis da sociedade, mas partindo, também, da observação da realidade. Normalmente agrupam-se os dois movimentos, naturalismo e Realismo, porque de algum modo se complementam. Se, por um lado, o realismo é uma visão critica da sociedade, o naturalismo é, por outro lado, uma abordagem mais optimista do mundo sem qualquer tipo de critica, mostrando exclusivamente o que o pintor observa.
A Escola de Barbizon termina cerca de 1860, mantendo-se o naturalismo e realismo até à década de 70.

## Naturalismo em Portugal

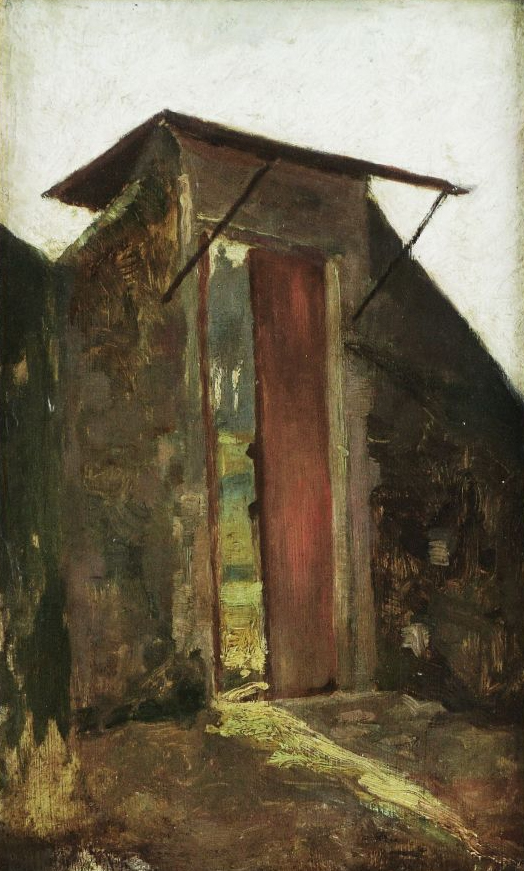
Marques de Oliveira, Portão no Campo (1901)

Em Portugal o Naturalismo é introduzido por Marques de Oliveira e Silva Porto, na década de 70 do século XIX, quando regressam de Paris, após uma estadia como Bolseiros do Estado. As bolsas de estudo na capital francesa eram prémios muito disputados, mas atribuídos apenas aos melhores estudantes das academias de Lisboa e Porto, com o objetivo de manter atualizada a arte nacional.
O contato com os artistas de Barbizon naturalistas, realistas e impressionistas, bem como a animada atmosfera artística parisiense, permitiu abrir novas perspectivas para  desenvolver uma abordagem diferente da pintura portuguesa.

### O grupo do Leão

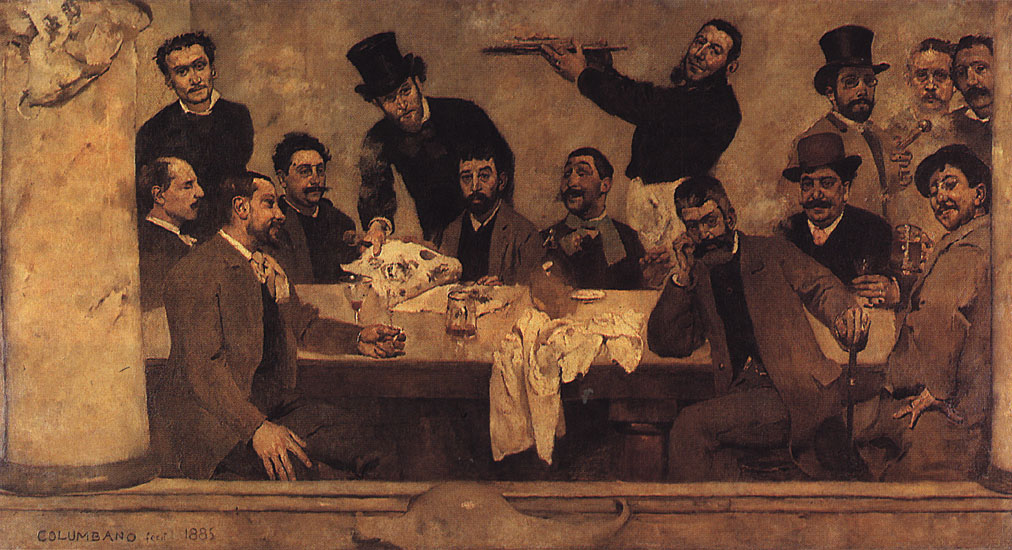
O Grupo do Leão, 1885, óleo sobre tela de Columbano Bordalo Pinheiro, 200x380cm, Museu do Chiado, Lisboa

O Grupo do Leão é constituído por artistas que se reuniam na Cervejaria Leão de Ouro em Lisboa e responsável pelo enorme sucesso deste tipo de pintura. As oito exposições efectuadas foram marcantes e muito visitadas, tendo inclusive o rei D. Fernando II adquirido obras do grupo, o que era garantia de êxito. A ruptura com o panorama artístico vigente era evidente. Executavam-se pequenas telas com temas do quotidiano, dando particular atenção à vida nos campos, em cenas repletas de luz e com grande liberdade de representação.
O grupo torna-se uma espécie de “vanguarda”, considerando-se moderno, como ficou bem claro no nome Exposições de Quadros Modernos numa das primeiras mostras realizadas. Curiosamente na época viam-se como realistas, mas o Portugal pacato, de brandos costumes, sem a industrialização francesa só poderia estar na origem de obras naturalista.
Em 1885 os membros do grupo propuseram-se decorar a cervejaria, por entrar em obras, com o apoio do proprietário, executando pinturas naturalistas propositadamente para o local, contribuindo para a popularização do novo estilo e do estabelecimento. A actividade do grupo mantém-se regular até 1888, ano da realização da última exposição.

## Realismo e Naturalismo

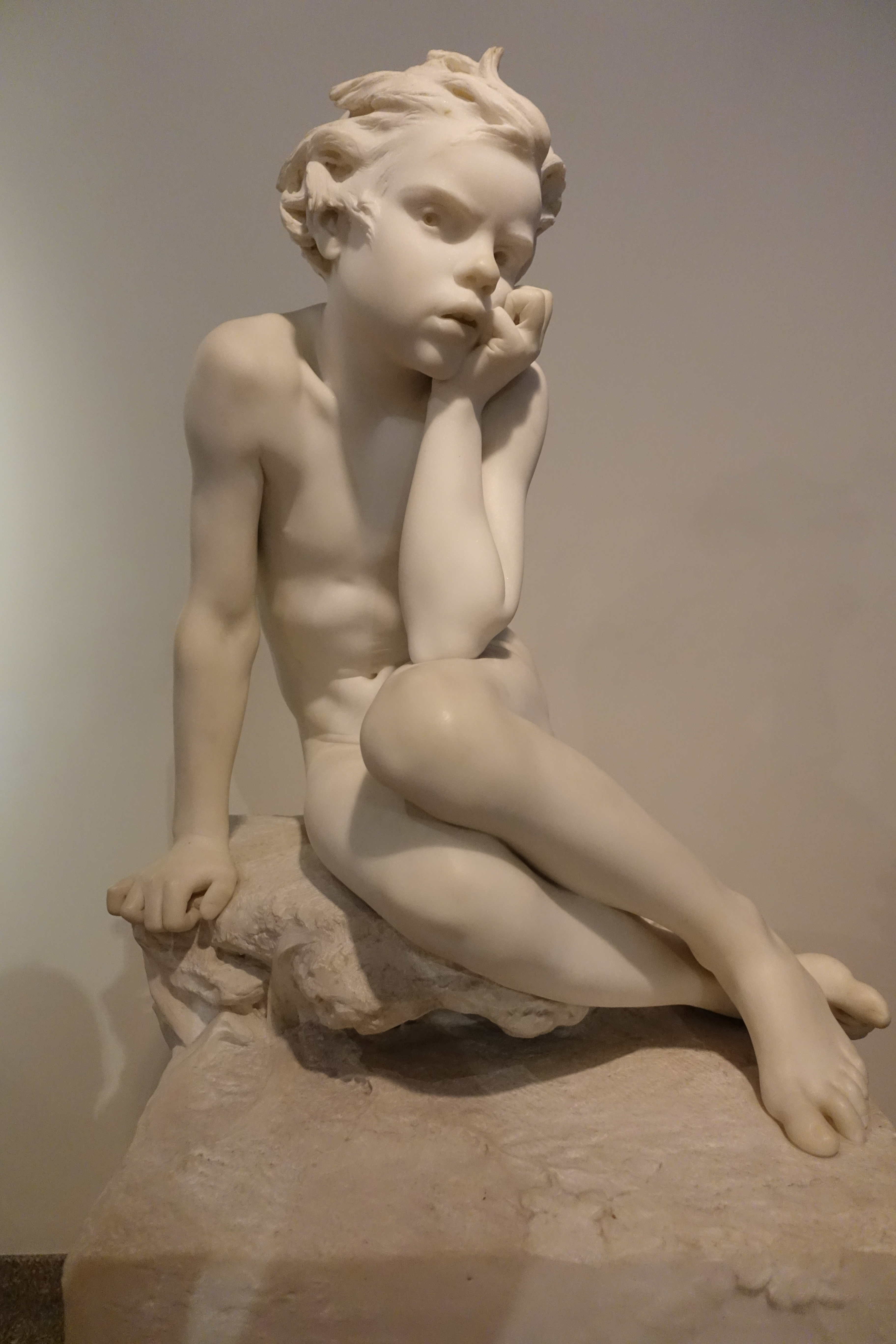
Infância de Caim, escultura de Teixeira Lopes, Museu Nacional de Soares dos Reis, Porto

O fim das actividades do Grupo do Leão não significou acabar com o Naturalismo. Antes pelo contrário. Em simultâneo houve várias tentativas de executar realismo, mas devido às particularidades existentes no meio artístico português, foram experiências isoladas, embora de grande qualidade, mas sem grande repercussão.
Outra questão importante é o carácter experimental de certas obras. Apesar do Impressionismo não ter seguidores nacionais, existem obras, no fim do século, executadas com uma técnica de tal modo livre que se aproximam deste movimento. A temática também foi muito variada. Abrange a paisagem, os campos, cenas rústicas, pitorescas, quotidiano, cenas burguesas, marinhas, tradições, retrato, animais, edifícios, interiores, exteriores, etc. Grande parte dos artistas portugueses aderiu incondicionalmente a esta estética, muito apoiada pelo público, mantendo-se até muito tarde, terminando apenas nos anos 40 de século XX. É de referir que em pleno século XX permanece a par do modernismo.

## Artistas
A lista de artistas é grande. Além de Silva Porto e Marques de Oliveira devem ser destacados muitos outros. Assim são de referir os seguintes pintores: José Malhoa, Simão da Veiga, Henrique Pousão, Columbano, Sousa Pinto, António Ramalho, João Vaz, Carlos Reis, O Rei D. Carlos (ou D. Carlos de Bragança), Luciano Freire, Alfredo Keil,  Artur Loureiro e outros.
Também existem algumas pintoras, entre as quais se destacam Aurélia de Sousa e sua irmã Sofia Martins de Souza. Também fizeram experiências naturalistas pintores seguindo outras estilos  como o eclético Veloso Salgado e o simbolista António Carneiro.

## Escultura
A escultura ocupa um lugar muito particular desenvolvendo-se um pouco mais tarde que a pintura. Este facto deve-se à manutenção do romantismo, principalmente nos monumentos públicos, em simultâneo com o desenvolvimento do naturalismo, seguindo uma tendência também existente noutros países.
Alguns escultores moldam a estética naturalista às encomendas oficiais, resultando numa original fusão entre os dois estilos, perfeitamente adaptada às necessidades impostas pelo monumento. Em peças destinadas a outros contextos, nomeadamente jardins ou encomendas particulares, é visível uma adesãossividade foi possível desenvolver um naturalismo de qualidade, levemente sentimental, agradável e muito popular. Destacam-se Soares dos Reis, Teixeira Lopes, Costa Mota (tio), Costa Mota (sob.), Simões de Almeida tio e sobrinho, entre outros.
1. ↑  Infopédia. «Naturalismo - Infopédia». Infopédia - Dicionários Porto Editora. Consultado em 5 de fevereiro de 2021